# Elna Nilsson
Elna Margareta Nilsson, född 19 februari 1923 i Helsingborg, död 23 februari 2017, var en svensk bibliotekarie, hembygdsforskare och författare.
Hon kom tidigt till Sävsjö där hon arbetade som bibliotekarie. Hennes hembygdsforskning har bland annat resulterat i den 649 sidor tjocka Sävsjö – ett samhälles liv och utveckling vid stambanan som beskriver både byggnader, näringsliv och personer i Sävsjö stad. Hon har också gett ut en bok om Jonas Jonson Brunk som anses ha gett namn åt stadsdelen Bronx i New York.